# Летни младежки олимпийски игри 2030
V-те летни младежки олимпийски игри са Летни младежки олимпийски игри, които се планира да бъдат проведени през 2030 г.

## Кандидатури
- Индия Бхубанешвар или Делхи
- Колумбия Картахена
- Колумбия Меделин
- Тайланд Банкок-Чонбури
- Никарагуа Манагуа
- Русия Казан